# Télé Achats
Télé Achats, précédemment nommée Shopping TVA, était une chaîne de télévision québécoise spécialisée en infopublicités. Télé Achats était la propriété du Groupe TVA, filiale de Québecor Média, et offerte exclusivement au Québec par le câblodistributeur Vidéotron.
Télé Achats diffusait des infopublicités tournées en français, ou tournées à l'origine en anglais et doublées en français.
Étant une chaîne spécialisée dans la vente de produits, Télé Achats n'avait pas à posséder une licence auprès du CRTC.

## Historique
Le 1er novembre 1995, Vidéotron a lancé Canal Infopub, une chaîne de télévision spécialisée en infopublicités, qui diffusait seulement des infopublicités tournées en français, ou tournées à l'origine en anglais et doublées en français,.
À partir d'août 1996, Canal Infopub diffusait des infopublicités jour et nuit.
Le 1er novembre 1998, le Groupe TVA a acquis Canal Infopub de Vidéotron.
Le 1er mai 1999, Canal Infopub a changé de nom pour Club TVAchats, une chaîne de télévision spécialisée en infopublicités et au télé-achat. À partir du même moment, Club TVAchats a ajouté une émission de télé-achat à la programmation nommée Club TVAchats.
En 2000, Club TVAchats a changé de nom pour Canal TVAchats.

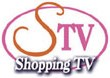
Logo de STV Shopping TV de 2003 à 2005

En 2003, prolongeant son émission Boutique TVA, Canal TVAchats a changé de nom pour STV Shopping TV, se dédiant largement à la diffusion d'émissions de télé-achat.

Logo de Shopping TVA de 2005 à 2008

En 2005, STV Shopping TV a changé de nom pour Shopping TVA.
En 2008, Shopping TVA a changé de nom pour Télé Achats. Par la suite, la chaîne de télévision diffusait surtout des infopublicités, et l'émission de télé-achat Shopping TVA fut en ondes principalement au réseau TVA.
La chaîne Télé Achats a cessé ses activités le 1er août 2012 à minuit. Un message blanc sur un fond noir est apparu, citant ceci : « La chaîne Télé Achats a cessé ses activités. Pour continuer de bénéficier d'une multitude de produits, nous vous invitons à regarder l'émission Shopping TVA au réseau TVA, ou à consulter le site shoppingtva.ca. La direction de Télé Achats profite de l'occasion pour remercier sincèrement ses fidèles téléspectateurs. », suivi d'une traduction anglophone du même message.